# The Ultimate Yes: 35th Anniversary Collection
A The Ultimate Yes: 35th Anniversary Collection egy Yes-válogatáslemez (az ötödik), mely az együttes történetének harmincötödik évében jelent meg (utalva erre a címében is). Az Egyesült Királyságban két lemezes kiadásban, az Egyesült Államokban háromlemezesben látott napvilágot (a harmadik egy bónuszlemez, akusztikus felvételekkel).
Az album a kezdetektől egészen 2003-ig tartalmaz számokat.

## Számok listája

### Az Egyesült Királyságbeli kiadás

#### Első lemez
1. Yours Is No Disgrace – 9:41
2. Survival – 6:19
3. Roundabout – 8:33
4. Then – 5:46
5. Your Move/I've Seen All Good People – 6:56
  1. Your Move
  2. All Good People
6. Heart of the Sunrise – 10:37
7. Starship Trooper – 9:29
  1. Life Seeker
  2. Disillusion
  3. Würm
8. Ritual (Nous Sommes Du Soleil) – 21:37

#### Második lemez
1. Siberian Khatru – 8:56
2. Long Distance Runaround – 3:31
3. Wonderous Stories – 3:49
4. And You and I – 10:09
  1. Cord of Life
  2. Eclipse
  3. The Preacher the Teacher
  4. Apocalypse
5. Soon] (New Edit) – 5:44
6. Going for the One – 5:32
7. Don't Kill the Whale – 3:57
8. Owner of a Lonely Heart – 4:28
9. Leave It – 4:19
10. Big Generator (Remix) – 3:39
11. The Calling (Single Version) – 4:39
12. Homeworld (The Ladder) (Radio Version) – 4:39
13. Awaken – 15:31

### Az Egyesült Államokbeli kiadás

#### Első lemez
1. Time and a Word – 4:33
2. Starship Trooper – 9:29
  1. Life Seeker
  2. Disillusion
  3. Würm
3. Yours Is No Disgrace – 9:41
4. Your Move/I've Seen All Good People – 6:56
  1. Your Move
  2. All Good People
5. Roundabout – 8:32
6. Long Distance Runaround – 3:31
7. Heart of the Sunrise – 10:37
8. South Side of the Sky – 7:56
9. And You and I – 10:09
  1. Cord of Life
  2. Eclipse
  3. The Preacher the Teacher
  4. Apocalypse
10. America (Single Version) – 4:10
11. Wonderous Stories – 3:49

#### Második lemez
1. Siberian Khatru – 8:56
2. Soon (New Edit) – 5:44
3. Going for the One – 5:32
4. Don't Kill the Whale – 3:57
5. Tempus Fugit – 5:16
6. Owner of a Lonely Heart – 4:28
7. Leave It – 4:19
8. It Can Happen – 5:29
9. Rhythm of Love – 4:52
10. Big Generator (Remix) – 3:39
11. Lift Me Up – 6:31
12. The Calling (Single Version) – 4:39
13. Open Your Eyes – 5:15
14. Homeworld (The Ladder) (Rádió-verzió) – 4:39
15. Magnification – 7:19

#### Harmadik lemez
1. Roundabout – 4:19
2. Show Me – 3:37
3. South Side of the Sky – 4:26
  1. South Side of the Sky
  2. South Side Variations
4. Australia (Acoustic) – 4:08
5. New World Symphony – 3:33